# キャロライン・インガルス
キャロライン・レイク・インガルスは、ローラ・インガルス・ワイルダーの母親である。また、大草原の小さな家シリーズに登場する主人公ローラの「母さん」。旧姓クワイナー。

## 生い立ちと結婚
1839年12月12日、米ウィスコンシン州ミルウォーキーから少し離れた町ブルックフィールドで生まれる。
父・ヘンリーはミシガン湖での事故でキャロラインが五歳の時に亡くなった。